# Занаят
Занаятите включват множество дейности, свързани с ръчното изготвяне на предмети. Те могат да се разделят на традиционни занаяти, при които работата се върши по стара технология, и останалите. Някои занаяти се практикуват от векове, докато други са съвременно изобретение или са резултат от популяризирането на занаяти, първоначално практикувани в много ограничен географски район. Повечето занаяти изискват комбинация от умение и талант, но те могат да бъдат научени на по-базово ниво практически от всеки.
В миналото повечето занаяти са практикувани професионално. Младежите са изпращани при майстор–занаятчия и усъвършенстват уменията си в продължение на години. В края на обучението те вече могат да създадат собствена дейност, прехранвайки се със своите умения. Индустриалната революция и засилващата се механизация на производствените процеси постепенно намаляват ролята на професионалните занаятчии, но за да се избегне този процес е необходимо спирането на вноса на чужди продукти, които да се конкурират с тези на занаятчиите.
Народните занаяти носят в себе си и красота, въображение, и творчество, както и спецификата на различните етнографски области. Те представляват част от културното наследство и като примери за народно майсторство и изкуство трябва да бъдат съхранявани, тъй като са част от националната идентичност.

## В България
Днес в България, подобно в много други страни, съществува Закон за занаятите (ЗЗ), чиято основна цел е да уреди „упражняването на занаятите, организацията на занаятчийството и занаятчийското обучение“. Законът е приет от XXXVIII народно събрание на Република България и е в сила от 28 май 2001 г. . Според него „Занаят е производство на изделия или предоставянето на услуги, посочени в списък на занаятите съгласно приложение № 1 на закона, по занаятчийски начин.“ (чл. 3, ал. 1). В този списък са посочени 129 занаята.
Създадени са 25 Регионални занаятчийски камари (РЗК), които са членове на Националната занаятчийска камара. РЗК водят регистър на майсторите, калфите и чираците по съответния занаят, а така също и провеждат изпити за придобиване на съответната степен – майстор или калфа. Чираците се обучават в занаятчийски предприятия, които също се вписват в съответен регистър на РЗК. Майсторските и калфенските свидетелства, издадени от НЗК в България са легитимен документ и се приемат почти без изключение във всички страни на ЕС и по света след приравнителен изпит в съответната занаятчийска организация.

## Занаятите в съвременното образование
Проекти на тема „изкуства и занаяти“ са класна дейност прилагана в началното и средно училище както и в алтернативните образователни системи по света.
По-сложни като степен занаяти са част от формалната, задължителна училищна програма в някои от скандинавските страни и са наричани слойд на шведски, а на финландски – käsityö или veisto. Учениците се учат как да работят основно с метал, текстил и дърво не за целите на професионалното обучение, както е при американските професионално-технически училища. Целта е децата и юношите всеки ден да създават и развиват практически умения, използвайки инструменти и разбирайки материалите, които ни заобикалят, за икономически, културни и екологични цели.
Средните училища, колежите и художествени отдели в университети предоставят избираеми опции за повече изкуства, основани на занаятите в допълнение към предмета „изобразително изкуство“, разлика, която избледнява през годините, особено с възхода на занаятите в студио, т.е. използването на традиционни занаятчийски техники от професионални художници.
Много читалища и училища провеждат вечерни и дневни класове със семинари за възрастни и деца, където могат да се усвоят основните занаятчийски умения в кратък период от време.

## Списък с често срещани занаяти

### Използвайки текстил или кожа
- Бижутерия
- Багх щампа от Мадя Прадеш
- Плакатно изкуство
- Калиграфия
- Кръстат бод[2]
- Плетене на една кука
- Кърпене
- Бродерия
- Сплъстяване
- Плетене
- Плетене на дантела
- Щамповане на кожа
- Ресни[3]
- Макраме
- Шапкарство
- Гобленов бод[2]
- Пачуърк–зашиване на различни парчета плат
- Капитониране
- Вмъкване и бродиране на панделка върху панама[4]
- Килимарство
- Седларство[5][6]
- Шиене
- Обущарство
- Ситопечатарство
- Предене
- Текстилна графика–изографика
- Гоблен
- Фриволите[7]
- Тениска с щампа
- Тъкачество

### Използвайки дърво, метал, глина, кост, рог, стъкло или камък
- Украшения направени от благороден метал – сребро, злато
- Украшение направено от или с мъниста
- Дърворезба върху кост (от бик, камила върху рог и т.н.)
- Везани с месинг кокосови черупки – занаят от Керала
- Плочки от рога на бик
- Дърводелство[8]
- Художествена керамика
- Подкопаване (етап при дърворезбоването)
- Медникарство
- Дърводелство (вкл. копаничарство[9])
- Правене на къщи за кукли
- Създаване на кукли
- Емайлиране или глизиране на порцелан
- Резбована решетъчна преграда
- Стъкло офорт
- Стъкларство[10]
- Създаване дизайн на бижута
- Гравиране
- Изкуство от летви[11]
- Маркетри
- Металообработване
- Мозайка
- Грънчарство
- Куклен театър
- Металопластика
- Макет
- Скулптура
- Стъклопис
- Правене на играчки
- Пирография
- Дърворезба[12]
- Струговане
- Дървообработване

### Използвайки хартия или платно
- Преправяне на книги
- Рисуване на колекционерски карти
- Скулптурно произведение от различни отпадъчни материали
- Подвързване на книга
- Изработване на поздравителни картички
- Колаж
- Деколаж
- Декупаж
- Щамповане върху хартия
- Прегъване на хартията във формата на ирис
- Оригами
- Изкуство от хартия
- Ебру
- Моделиране на хартия
- Папиемаше
- Пергамано
- Книги с изкачащи фигури
- Квилинг
- Гумен печат
- Скрапбукинг

### Използвайки растения, различни от дърво
- Кошничарство
- Кукли от царевица
- Флористика
- Ошибана
- Сламарство
- Маркетри

## Други
- Фигури от балони
- Декориране на торта
- Украсяване на яйца